# Nicolai Hartling
Pour les articles homonymes, voir Hartling.
Johan Nicolai Trock Hartling (né le 17 janvier 1994 à Hørsholm) est un athlète danois, spécialiste du 400 m haies.

## Biographie
À Stara Zagora, il porte son record, battant le record du Danemark qui datait de 1976, sur la distance à 50 s 16 le 20 juin 2015, pour remporter la seconde ligue des Championnats d'Europe par équipes.

## Palmarès
| Date | Compétition                       | Lieu         | Résultat | Épreuve     | Temps         |
| ---- | --------------------------------- | ------------ | -------- | ----------- | ------------- |
| 2014 | Championnats d'Europe par équipes | Riga         | 1er      | 4 x 400 m   | 3 min 07 s 57 |
| 2015 | Championnats d'Europe par équipes | Stara Zagora | 1er      | 400 m haies | 50 s 16 (NR)  |
| 2015 | Championnats d'Europe par équipes | Stara Zagora | 1er      | 4 x 400 m   | 3 min 08 s 01 |
| 2015 | Championnats d'Europe espoirs     | Tallinn      | 3e       | 400 m haies | 50 s 02 (NR)  |
| 2019 | Championnats d'Europe par équipes | Varazdin     | 3e       | 400 m haies | 50 s 01       |

### Records
| Épreuve          | Performance | Lieu    | Date            |
| ---------------- | ----------- | ------- | --------------- |
| 400 mètres haies | 50 s 02     | Tallinn | 12 juillet 2015 |